# Sibelia coreana
Sibelia coreana är en skalbaggsart som först beskrevs av Ôhara och Paik 1998.  Sibelia coreana ingår i släktet Sibelia och familjen stumpbaggar. Inga underarter finns listade i Catalogue of Life.